# Mariusz Grendowicz
Mariusz Grendowicz (ur. 1960) – ekonomista i bankowiec, były członek zarządów kilku polskich banków. Obecnie założyciel i zarządzający funduszem dłużnym ACP-Credit.

## Życiorys
Studiował ekonomikę transportu na Uniwersytecie Gdańskim. Ukończył również studia bankowe w Wielkiej Brytanii i uzyskał dyplom z bankowości międzynarodowej w The Chartered Institute of Bankers w Londynie.
Międzynarodową karierę bankową rozpoczął w 1983 roku, gdy podjął pracę w Grindlays Bank (który w wyniku przejęcia stał się następnie częścią Australia and New Zealand Banking Group) w Londynie, w którym pracował do roku 1991. Następnie, w latach 1991–1992 pracował w Citibanku w Londynie, a następnie w latach 1992–1997 w ING Banku, gdzie w latach 1995–1995 zajmował kierownicze stanowiska w Polsce, zaś w latach 1995–1997 na Węgrzech. W latach 1997–2001 zasiadał w zarządzie ABN AMRO Bank Polska, jako prezes zarządu banku oraz szef Grupy ABN AMRO na Polskę.
W latach 2001–2006 pracował w Banku BPH, w którym odpowiadał za pion bankowości korporacyjnej i finansowania nieruchomości i zajmował stanowisko wiceprezesa zarządu Banku. W latach 2008–2010 był prezesem BRE Banku. W latach 2010–2013 prezes zarządu państwowej spółki celowej Polskie Inwestycje Rozwojowe.
W 2018 roku otrzymał członkostwo Fellowship of The London Institute of Banking and Finance, organizacji będącej sukcesorem The Chartered Institute of Bankers. Był członkiem rad fundacji i organizacji branżowych, m.in. Związku Banków Polskich czy WWF Polska. Członek rad nadzorczych spółek publicznych i prywatnych: Getin Noble Bank od 2015; Arctic Paper w latach 2012–2021; ATM S.A. 2017–2020; Private Equity Managers 2015–2021; dom maklerski Money Makers; Aviva Towarzystwa Ubezpieczeń na Życie SA i Aviva Towarzystwa Ubezpieczeń Ogólnych SA od 2012 roku; oraz MCI Capital.